# Blue Café
Blue Café est un groupe polonais créé à Łódź en 1998.

## Histoire
Le groupe représente la Pologne au Concours Eurovision de la chanson en 2004 (et termine à la 17e place).

## Membres

### Membres actuels
- Dominika Gawęda
- Paweł Rurak-Sokal
- Sebastian Kasprowicz
- Marcin Błasiak
- Łukasz Moszczyński
- Piotr Grąbkowski
- Piotr Sławiński
- Michał Niewiadomski

### Anciens membres
- Tatiana Okupnik
- Viola Danel

## Discographie
- Fanaberia (2002) -  1 × Platine en Pologne
- Demi-sec (2003) -  1 × Or en Pologne
- Ovosho (2006) -  1 × Or en Pologne
- Four Seasons (2008)
- DaDa (2011) -  1 × Platine en Pologne

## Récompenses et distinctions
- Superjedynki: Meilleur groupe en 2012